# Dasyuris transaureus
Dasyuris transaureus là một loài bướm đêm trong họ Geometridae.